# Межзвёздная пыль
Межзвёздная пыль — твёрдые микроскопические частицы, наряду с межзвёздным газом, заполняющие пространство между звёздами. В настоящее время считается, что пылинки имеют тугоплавкое ядро, окружённое органическим веществом или ледяной оболочкой. Химический состав ядра определяется тем, в атмосфере каких звёзд они сконденсировались. Например, в случае углеродных звёзд, они будут состоять из графита и карбида кремния.
Типичный размер частиц межзвёздной пыли от 0,01 до 0,2 мкм, полная масса пыли составляет порядка 1 % от полной массы газа. Свет звёзд нагревает межзвёздную пыль до нескольких десятков кельвинов, благодаря чему межзвёздная пыль является источником длинноволнового инфракрасного излучения.
Пыль также влияет на химические процессы, проходящие в межзвёздной среде: пылевые гранулы содержат тяжёлые элементы, которые используются как катализатор в различных химических процессах. Гранулы пыли участвуют и в образовании молекул водорода, что увеличивает темп звёздообразования в металло-бедных облаках.

## Средства изучения межзвёздной пыли
- Дистанционное изучение.
- Исследования микрометеоритов на предмет наличия вкраплений межзвёздной пыли.
- Исследование океанических осадков на наличие частиц космической пыли.
- Изучение частиц космической пыли, присутствующих на больших высотах в атмосфере Земли.
- Запуск космических аппаратов для сбора, изучения и доставки частиц межзвёздной пыли на Землю[3].